# 映画女優 (1925年の映画)
『映画女優』（えいがじょゆう）は、1925年（大正14年）製作・公開、細山喜代松監督の日本のサイレント映画である。

## 略歴・概要
日活向島撮影所出身、国際活映の設立メンバーとして同社の角筈撮影所第1回作品を手がけた細山喜代松が、関東大震災以降在籍した日活京都撮影所から移籍した帝国キネマ演芸芦屋撮影所で手がけた作品である。脚本は細山の書き下ろし、撮影は、国活時代に『新生さぬ仲』等でタッグを組んだ青島順一郎である。主演女優は、日活京都時代の1924年（大正13年）、細山が監督した『曠野を行く』で葛木香一と共演した千草香子であり、葛木も本作の主演男優である。助演の水島亮太郎も日活向島出身で、1915年（大正4年）に細山が監督した『狂美人 (サロメ劇)』以来の細山組の常連で、細山が国活、日活京都と移籍するに伴って移籍している。
本作のフィルムプリントは、東京国立近代美術館フィルムセンターは所蔵していない。

## スタッフ・作品データ
- 監督・脚本：細山喜代松
- 撮影：青島順一郎

- 製作：帝国キネマ演芸芦屋撮影所
- 上映時間（巻数）：6巻
- フォーマット：白黒映画 - スタンダードサイズ（1.33:1） - サイレント映画
- 公開日： 日本 1925年1月14日
- 配給： 帝国キネマ演芸
- 初回興行：大阪・芦辺劇場

## キャスト
- 葛木香一
- 千草香子
- 水島亮太郎
- 鈴木歌子

## 註
1. ↑  曠野を行く、日本映画データベース、2009年11月29日閲覧。
2. ↑  水島亮太郎、日本映画データベース、2009年11月29日閲覧。
3. ↑  所蔵映画フィルム検索システムでの検索結果、東京国立近代美術館フィルムセンター、2009年11月29日閲覧。